# Andres Barth
Andres Barth, Taufname Andreas Sebastian (* 23. Januar 1916 in Basel; † 22. Juli 1990 in Allschwil) war ein Schweizer Maler und Gärtner. Sein Werk umfasst vor allem Garten- und Blumenbilder sowie Stadt- und Landschaftsszenen. Zudem schuf er Wandbilder und Sgraffitos.

## Leben und Werk
Andres Barth war ein Sohn des Malers Paul Basilius Barth und der Margaretha geborene Zaeslin, welche später die Frau des Kunstmalers Louis Moilliet wurde. Sein älterer Bruder war der in Paris geborene Künstler und Kreis-48-Mitglied Heinrich Barth (1907–1958). Ihr Halbbruder war der Bildhauer Peter Moilliet, der von 1926 bis 1930 in St. Moritz aufwuchs. Der Architekt Karl Zaeslin-Müller (1886–1936) war ihr Onkel. 
Andres Barth besuchte die Schulen in St. Moritz und absolvierte eine Gärtnerlehre in Genf. Anschliessend bildete er sich in Berlin in der Gartengestaltung weiter. In Berlin lernte er Ingeborg Eva, geborene Schwartz, kennen, die er 1942 heiratete. Im gleichen Jahr wandte sich Barth autodidaktisch der Malerei zu und nahm an der Ausstellung Die junge Schweiz im Kunsthaus Zürich teil.
Das Ehepaar zog nach Basel, wo ihr gemeinsamer Sohn Fridolin Niklaus 1945 zur Welt kam, jedoch im folgenden Jahr verstarb. Als Barths Frau nur vier Jahre später starb, heiratete er im gleichen Jahr die Künstlerin Gertrud Barth-Götzmann (1921–1998). Deren Eltern führten das Restaurant Tonhalle in Zürich, bevor sie die Restaurants Tivoli und das Charon am Spalentor in Basel übernahmen. Gertrud, genannt Trudy, ritt 1944 mit einer Freundin quer durch die Schweiz, was als «Ritt der Amazonen» in die Schlagzeilen einging.
Barth wurde in Basel als «Blüemlibarth» bekannt und war seit 1943 Mitglied der Sektion Basel der GSMBA. 1947 erhielt er ein Eidgenössisches Kunststipendium und 1951 ein Stipendium von Pro Arte Bern. 1955, 1960 und 1968 bekam er jeweils ein Stipendium der Stadt Basel. Zudem konnte er 1970 in Paris ein Atelier der Cité Internationale des Arts Paris beziehen.
Barth schuf 1958 im Departement des Innern in Bern das Wandbild Gemüsemarkt und 1970 das Wandbild Ehebrecherin. Im Merian-Iselin-Spital in Basel malte er 1975 ein vom Kunstkredit Basel-Stadt finanziertes elf Meter langes Wandbild.
Die Gemeinde Allschwil, der Kunstkredit Basel-Stadt, das Kunstmuseum Basel, das Bruderholz Spital, der Kunstkredit Baselland und die Stadt Zürich erwarben Werke von Barth.
Der schriftliche Nachlass des Ehepaars Barth wird im Staatsarchiv Basel-Stadt aufbewahrt.